# Manga
Manga (kandži: 漫画, hiragana: まんが, katakana: マンガ), japanska je reč za stripove (koji se ponekad nazivaju i komik コミック) i karikature. Izvan Japana, uglavnom se koristi kao naziv za japanske stripove. Mange su doživele veliku popularnost i prihvaćenost u celom svetu. Statistike su pokazale da je od 2006. godine ovaj svet stripova obezbedio tržište koje obrće milijarde dolara.
Manga se razvila od mešavine japanskog umetničkog pravca zvanog ukijo-e i stranih stilova crtanja, a osnovne karakteristike današnjeg izgleda nastale su ubrzo po završetku Drugog svetskog rata. Uglavnom su crno-bele, sa izuzetkom korica i prvih nekoliko stranica, a retke su one kod kojih su sve strane u boji.
Najpopularnije mange često doživljavaju adaptaciju u vidu animea čim se za to pojavi interes na tržištu. Mange se među manje upućenima često nazivaju animeima, i obrnuto. Adaptirane priče se često modifikuju na način kojim će imati veću popularnost na mejnstrim tržištu.
Iako to nije uobičajeno, ponekad se po originalnim animama prave mange, kao što su recimo Gundam, Neon Genesis Evangelion, Cowboy Bebop, Dragon Ball Super (Zmajeva Kugla Super) i Tenchi Muyo. Uobičajeno je da originalne mange i animei pored japanskog naziva sadrže i englesku verziju naslova ili da imaju engleski naziv transkribovan na japanski.

## Koreni
Manga u bukvalnom prevodu znači „slučajne (ili ćudljive) slike”. Reč je ušla u običajenu upotrebu krajem XVIII veka sa izdanjima poput radova Suzuki Kankeijevog Mankaku zuihitsu (1771) i Santo Kjodenove slikovnice Shiji no yukikai (1798). Početkom XIX veka tu su Manga hyakujo (1814) Aikave Minve i slavna Hokusai manga u kojoj su se nalazili izabrani crteži poznatog ukijo-e umetnika Kacušika Hokusaija. Međutim, giga (doslovno „smešne slike”), naročito chōjū jinbutsu giga (鳥獣人物戯画 — doslovno „smešne slike ljudi i životinja”) koje su u XII veku crtali različiti umetnici,  sadrže dosta karakteristika mange, kao što su važnost priče i umetnički uprošćene linije.
Manga se razvila iz mešavine ukijo-e stila i stranih artističkih pokreta. Kada su Sjedinjene Države započele trgovinu sa Japanom, Japan je ušao u period ubrzane modernizacije i globalizacije, tako da su doveli inostrane umetnike da poduče japanske studente stvarima kao što su linija, forma i boja, na koje se u ukijo-e pravcu nije toliko obraćala pažnja jer je ideja koja se krije iza slike bila mnogo važnija od nje same. Manga je u ovom periodu bila nazivana ponči-e (Punch-picture) i poput svog britanskog dvojnika, magazina Punch (Panč), sastojala se od humorističkih i politički satiričnih slika, malog formata od jedne ili četiri slike.
Između kraja Meidži perioda i početka Drugog svetskog rata, najpoznatije mange uključivale su radove Rakuten Kitazave i Ipej Okamotoa. Rakuten je objavio poznate komične stripove kao što su „Tagosakuov i Mokubin izlet u Tokio” (田吾作と杢兵衛の東京見物, Tagosaku to Mokubē no Tōkyō-Kenbutsu) i „Neuspesi Kidoro Haikare” (灰殻木戸郎の失敗, Haikara Kidorō no Sippai), oba iz 1902. godine. Ipej Okamoto je osnivač prve asocijacije crtača u Japanu — Nippon Mangakai. Njegovi manga manbun radovi, kao što je „Život čoveka” (人の一生, Hito no Isshō) iz 1921. godine, bile su uzor za mange u žanru fantastike.

## Osamu Tezuka, začetnik moderne mange
Manga kakvu ljudi poznaju u XX i XXI veku nastala je kada je dr Osamu Tezuka, naširoko poznat kao otac mange zasnovane na priči, postao popularan. Godine 1945, Tezuka koji je studirao medicinu, video je ratni propagandni animirani film Momotarō: Umi no Shinpei na čiji je stil vidno uticala Diznijeva (Volt Dizni) Fantazija. Tezuku je ovaj film veoma inspirisao, tako da je odlučio da postane strip crtač, što je u to vreme (pa čak i danas) bila nezamisliva stvar za jednog doktora medicine. Kasnije je komentarisao da je razlog zbog koga je upisao medicinu jednim delom bio taj kako bi izbegao vojnu obavezu i da zapravo nije voleo da vidi krv.
Tezuka je uveo filmsko pripovedanje i likove čije je pojavljivanje u kraćim epizodama stripa deo veće pripovedačke celine. Jedini tekst u Tezukinim stripovima su dijalozi između likova, što je stripovima dalo kvalitet filma. Uveo je i diznijevske facijalne ekspresije kod kojih su oči, usta, obrve i nos likova povremeno previše izraženi, što ih je činilo veoma upečatljivim, a njegov rad veoma popularnim. Ovo je donekle oživelo staru ukijo-e tradiciju u kojoj je slika pre proizvod ideje nego stvarne fizičke realnosti.
Njegovi stripovi su prvobitno objavljivani u dečjim magazinima, ali su ubrzo prerasli u zasebna nedeljna i mesečna strip izdanja. Tezuka je u svojim stripovima obradio skoro sve filmske žanrove svog vremena. Njegove mange idu od akcione avanture („Kimba − Beli lav,” ili „Leo kralj džungle”) do ozbiljne drame („Crni Džek”) te naučne fantastike („Moćni Atom,” poznatiji kao Astroboj, horora („Dororo,” čovek sa tri oka). Iako je na zapadu uglavnom poznat kao tvorac Astroboja, mnoge od njegovih mangi poseduju veoma ozbiljnu radnju, a ponekad i mračne tonove. Recimo, Atoma (Astroboja) je stvorio ožalošćeni naučnik koji je želeo da napravi imitaciju svog preminulog sina, da bi kasnije napustio dečaka; Kimbinog oca su ubili lovci, a sukob između čoveka i prirode je glavna tema stripa; Hijakimaru u Dodorou je rođen delimično obogaljen jer je je njegov otac ponudio četrdeset osam dela Dodoroovog tela četrdeset osmorici demona dok je ovaj bio beba.
Neki ipak kritikuju preteranu upotrebu dramatizacije u njegovim pričama. Kako je manga generacija dece odrastala, tako je raslo i tržište mangi koja je ubrzo postala jedan od glavnih kulturnih uticaja Japana. Tezuka je radio i na društvenom prihvatanju mange. Njegova doktorska diploma i ozbiljne priče bile su korisne za odbijanje kritika po kojima su mange vulgarne i nepodobne za decu. Bio je mentor velikom broju važnih strip crtača, kao što su Fudžiko Fudžio (tvorac Doramona), Fudžio Akacuka i Šotaro Išinomori.

## Gekiga
Još jedan važan pravac u mangi bio je gekiga („dramatične slike”). Između 1960-ih i 1970-ih postojale su dve strip struje. Prva, u obliku mange, bila je bazirana na prodaji antologijskih magazina koji su sadržavali desetine naslova. Druga, gekiga, bila je bazirana na obliku iznajmljivanja kompletne „knjige” sa samo jednim naslovom. Mange su se pojavljivale u nedeljnim i dvonedeljnim publikacijama, tako da je produkcija bila brza, sa poštovanjem rokova. Vremenom je većina manga autora prihvatila Tezukin stil crtanja, gde su likovi crtani jednostavno, ali sa prenaglašenim izrazima lica, sa karakterističnim ogromnim okruglim očima, što je u inostranstvu postalo asocijacija za japanski strip.
Kontrast je bila gekiga, koja je imala kompleksniju i zreliju radnju i veću posvećenost pri izradi svake stranice. Zbog ovoga je smatrano da gekiga ima mnogo veću umetničku vrednost. Međutim, gekigin model iznajmljivanja knjiga ugasio se '70-ih godina, dok su crtači mange značajno poboljšali svoj kvalitet. Konačno, gekiga se pripojila mangi i danas se pod ovim imenom misli na mangu koja nema komični crtež. Verovatno najpoznatija manga gekiga stila je Akira.
Međutim, gekiga nije uticala samo na vizuelni stil mange: nakon '70-ih, pojavile su se mange koje su imale slike i dijaloge namenjene starijoj publici. Mnoge su imale značajan broj slika sa scenama seksa i nasilja, a bile su namenjene tinejdžerima: za razliku od Tezukinog vremena deca su sada imala mnogo veći džeparac, tako da su mogli sami da kupe mangu, umesto da traže od roditelja da im je kupe. Zbog toga izdavači mange nisu morali da prilagođavaju svoje stripove mišljenju roditelja. Povrh svega, dominacija nedeljnih serijala dovela je do toga da mange značajno postanu „petparačke priče,” sa velikom količinom nasilja i golotinje (prevashodno, iako ne samo, namenjene dečacima). Reprezentativni naslovi ovog žanra bili su Harenchi Gakuen, Goa Nagaija i Makoto-chan Kazua Umezua, oba sa obiljem krvi, golotinje i vulgarnih šala. Slično kao i u Sjedinjenim Državama tokom „Strip panike” '40-ih i '50-ih, nastavnici i roditelji žalili su se na sadržaj mangi, ali za razliku od SAD-a nije bilo pokušaja da se osnuje kontrolni odbor poput Comics Code Authority-ja. Interesantno je da su manga časopisi „za decu” '70-ih imali mnogo više vulgarnih tema (zahvaljujući tome što je u to vreme to bio jedini dostupni štampani format), ali '80-ih i '90-ih, su se pojavili novi časopisi namenjeni tinejdžerima.

## Kulturološki uticaj
U Japanu je prodaja stripova mnogo veća nego bilo gde u svetu. Nekoliko glavnih manga časopisa koje sadrže desetak epizoda različitih autora, nedeljno prodaju po nekoliko miliona kopija. Manga je podjednako cenjena i kao umetnička forma, i kao popularna literatura, mada još uvek nije dostigla prihvatanje poput onog kakvo imaju muzika ili film. Međutim, opšte odobravanje Hajao Mijazakijevih animea i nekih mangi, značajno menja pogled na anime i mangu, približavajući ih statusu „viših umetnosti”. Najveću zaradu u istoriji japanske kinematografije, od 30,4 milijardi jena, ostvario je Mijazakijev Začarani grad (千と千尋の神隠し Sen to Chihiro no Kamikakushi).
U Americi su mnoge mange kritikovane da su nasilne ili sa mnogo seksa. Na primer, filmske adaptacije mangi poput Ubice Ičija ili Starog momka su u Sjedinjenim Državama zabranjene za mlađe od 18 godina. Međutim, nije bilo zvaničnih pokušaja da se donesu zakoni o tome šta sme, a šta ne sme biti prikazano u mangi, osim nejasnih zakona o pristojnosti koji kažu da „preterano skaradni materijal ne sme da se prodaje”. Ova sloboda omogućila je autorima da prave mange za svaku starosnu grupu, sa ogromnim brojem različitih tema.

## Manga stil
Popularni prepoznatljivi stil mange je veoma karakterističan. Važnost je obično stavljena na liniju umesto na formu, a pripovedanje i raspored panela razlikuje se od američkog i evropskog stripa. Paneli i table se po pravilu čitaju zdesna na levo, u skladu sa japanskim pravopisom. Međutim, neki inostrani izdavači menjaju smer čitanja sleva na desno, tako što stranice štampaju „kao u ogledalu”. Mnogi čitaoci, pa čak i sami autori, kritikuju ovakav način izdavaštva tvrdeći da se time menjaju njihove originalne namere. Recimo, dešnjaci postaju levoruki, natpisi postaju nečitljivi itd.
Impresionističke pozadine su uobičajene, kao i scene u kojima su umesto likova prikazani delovi eksterijera. Dok crtež može biti neverovatno realan ili komičan, primetno je da likovi imaju velike oči (ženski likovi uglavnom imaju veće oči od muških), male noseve, sićušna usta i ravna lica. Velike oči su postale sastavni deo mangi i animea od 1960. kada je Osamu Tezuka (vidi gore) počeo da ih crta na taj način, kopirajući stil Diznijevih crtanih filmova.
Balončići za dijaloge: Postoji nekoliko vrsta balončića, od kojih su neki jedinstveni. Ivice balončića menjaju se u zavisnosti od raspoloženja onoga ko ih izgovara. Na primer, kada je neko besan, njegov balončić ima oštre, eksplozivne ivice. Takođe, manga obično ne prati zapadnjački način stripskog govora — balončići nemaju dugačke jezičke uperene u onoga ko izgovara tekst, kao ni više malih balončića koji izlaze iz većeg kada neko razmišlja. Ovakva vrsta balončića upotrebljava se kada neko šapuće, što može da zbuni inostrane čitaoce.
Brze linije: U akcionim scenama, pozadina će obično biti pokrivena preciznim linijama koje se kreću u tačno određenom pravcu i dočaravaju pokret. Ove linije mogu se primeniti i na likove, kako bi prikazale pokrete njihovih tela (pre svega udova). Ovaj stil, naročito u pozadini, pojavljuje se u većini akcionih mangi.
Mini flešbekovi: Mnogi crtači uzimaju kopije segmenata iz ranijih poglavlja i ubacuju ih u priču u vidu flešbeka (obično su malo retuširani tamnijim tonovima kako bi se razlikovali od centralne radnje). Ovo se smatra konvencionalnom metodom za podsećanje na glavne događaje u stripu. Scene u kojima junaku prolaze kroz misli događaji iz njegovog života, često su prikazane na dve strane, sa pozadinom koja se u celosti sastoji od segmenata iz ranijih poglavlja.
Apstraktni pozadinski efekti: Ovo uključuje grafičko senčenje u pozadini i služi da uputi ili naglasi na vrstu zapleta. Takođe može da služi da opiše psihičko stanje lika.
Simboli: Određeni vizuelni simboli razvili su se tokom godina i postali uobičajeni način naglašavanja emocija, fizičkog stanja ili raspoloženja. Sledi kratak pregled osnovnih manga simbola i njihove upotrebe:
- Preuveličana kapljica znoja na glavi, obično ukazuje na zbunjenost, nervozu i nesigurnost.
- Velika, okrugla oteklina, ponekad i veličine bejzbol lopte, je preuveličavanje oteklina koje nastaju nakon povrede.
- Kada nekome naglašeno curi krv iz nosa, znači da je seksualno uzbuđen.
- Nabubrele vene, obično prikazane na čelu, naglašavaju da je lik besan ili iznerviran.
- Obrazi osenčeni malim paralelnim crticama, upućuju na to da je nekome neprijatno ili da ga je sramota.

## Manga format
Manga časopisi obično sadrže po nekoliko serijala koji uporedo izlaze u jednom izdanju, na 20−40 stranica po broju. Ovi manga časopisi, ili „antologijski časopisi,” (neformalno i „telefonski imenici”), obično se štampaju na novinskom papiru lošijeg kvaliteta i najčešće imaju između 200 i 850 stranica. Manga časopisi sadrže i stripove koji se ne nastavljaju već predstavljaju kompletnu epizodu, kao i različite četvoropanelne jonkome (strip kaiševi). Ukoliko su uspešni, pojedini serijali mogu da izlaze i po nekoliko godina. Autori mange ponekad započinju karijeru tako što objave kratku, kompletnu epizodu kako bi pokušali da skrenu pažnju na sebe. Ukoliko strip naiđe na dobre kritike, nastavljaju sa radom.
Posle nekog vremena izlaženja serijala, nastavci se obično spajaju i štampaju u obliku knjiga, takozvanih tankōbona. U američkom strip izdavaštvu, ekvivalent ovome su trade paperback izdanja, a kod nas bi se, uslovno rečeno, smatrali strip-albumima. Ova izdanja štampana su na papiru većeg kvaliteta i služe da bi novi čitaoci mogli da se „priključe” serijalima u časopisima ili ih kupuju kolekcionari. U novije vreme, štampaju se i luksuzna izdanja namenjena isključivo kolekcionarima, takozvane „deluks” verzije. Reprinti starih mangi štampaju se na papiru lošijeg kvaliteta i prodaju po ceni od 100 jena (približno 1$).
Manga je prvenstveno klasifikovana po godištu i polu ciljne grupacije. U praksi, knjige i časopisi za dečake (shōnen) i devojčice (shōjo) imaju različiti stil naslovnica i u većini knjižara stoje na odvojenim policama.
U Japanu postoje i manga kafei, poznati kao manga kisaten. U manga kisatenima, mušterije piju kafu i čitaju mangu.

## Tipovi mange
Sa ogromnim tržištem u Japanu, manga obuhvata široko polje različitih tema koje zadovoljavaju različite interese čitalaca. Popularna manga namenjena mejnstrim čitalaštvu obično uključuje SF, akciju, fentazi i komediju. Neki od najpopularnijih serijala zasnovane su na korporativnom biznismenu (Shima Kousaku), rođaku iz Kine (Iron Wok Jan), kriminalističkom trileru (Monster) i vojnoj politici (The Silent Service). Kao rezultat, mnogi žanrovi se dobro uklapaju i u anime (koje često uključuju adaptaciju mangi) i japanskih video-igara (od kojih su neke takođe adaptacije mangi).

### Vrste
Prema polu i godištu mange se dele na:
- (ili redikomi) žena
- deca
- muškarci
- devojčice i tinejdžerke
- dečaci i tinejdžeri

### Žanrovi
- Alternativa
  -  — realistična manga
  -  — Francusko-belgijsko/japanski umetnički pokret
  - Polu-alternativa — popularna izdanja osobenog stila
- Ratni drug — neoficijalan naziv
- — fan-art ili samizdat
- — gigantski roboti
- — magična devojka
- ili  — lezbejska manga
- ili  — gej manga
- — porno manga

## Literatura
- Pejn, Robert Trit, u: Pejn, R. T. & Soper A, The Art and Architecture of Japan, Pelican History of Art, III izdanje. . 1981. ISBN 0140561080. Недостаје или је празан параметар |title= (помоћ)

## Spoljašnje veze
Sajtovi sa opisima, informacijama i recenzijama:
- – Fan-sajt
- – Velika baza podataka vezanih za mange i anime.
- – Internacionalne vesti i recenzije mangi. Uključuje i enciklopediju američkih i japanskih antologijskih časopisa, izdavača i dr. Sadrži i vodič kroz Manga Magazin.
- Manga 101 – Novinarka Džuli Grej o mangama.
- – Dnevne novosti i informacije o mangama u Japanu.

Sajtovi sa tutorijalima:
- – Popularna serija knjiga sa uputstvima za crtanje mange.
- – Sajt koji sadrži veoma obimne tutorijale.